# Ellenton (Florida)
Ellenton è un census-designated place (CDP) degli Stati Uniti d'America, situato in Florida e in particolare nella contea di Manatee.